# Декаборан
Де́кабора́н — неорганічна бінарна сполука ряду бороводнів складу B10H14, має вигляд білих кристалів.

## Фізичні властивості
Декаборан — біла кристалічна речовина, має ортогональні кристали. Він є легкозаймистою та токсичною речовиною, тому, попри високі відновні якості, його використання суттєво обмежене.

## Отримання
Декаборан отримують піролізом диборану або пентаборану при температурі 200 °C:
{\displaystyle \mathrm {5B_{2}H_{6}{\xrightarrow {pyrolysis}}B_{10}H_{14}+8H_{2}\!} }
{\displaystyle \mathrm {2B_{5}H_{9}{\xrightarrow {pyrolysis}}B_{10}H_{14}+2H_{2}\!} }

## Хімічні властивості
Декаборан розкладається у гарячій воді з утворенням боратної кислоти:
{\displaystyle \mathrm {B_{10}H_{14}+30H_{2}O{\xrightarrow {boil.wat.}}10H_{3}BO_{3}+17H_{2}\!} }
Пентаборан проявляє кислотні властивості. Він може утворювати комплекси з основами Льюїса (CH3CN, Me2S):
{\displaystyle \mathrm {B_{10}H_{14}+C_{4}H_{9}Li\rightarrow Li[B_{10}H_{13}]+C_{4}H_{10}\!} }
При взаємодії з гідридами лужних металів утворюються борометалічні комплекси:
{\displaystyle \mathrm {B_{10}H_{14}+NaH\rightarrow Na[B_{10}H_{13}]+H_{2}\!} }

## Застосування
Декаборан застосовується у виробництві напівпровідників, термостійких полімерів та карборанів. Вінільні та етильні похідні декаборану є складовими ракетного палива.